# Archidice castelnaudi
Archidice castelnaudi är en skalbaggsart. Archidice castelnaudi ingår i släktet Archidice och familjen långhorningar. Utöver nominatformen finns också underarten A. c. borneotica.